# Ван Цзяньцзяхэ
Ван Цзяньцзяхэ (кит. упр. 王简嘉禾, пиньинь Wáng Jiǎn Jiā Hé; род. 17 июля 2002, Аньшань, Ляонин) — китайская пловчиха, четырёхкратная чемпионка Азиатских игр, двукратная чемпионка мира на короткой воде, призёр чемпионата мира 2019 года. Специализируется в плаванье вольным стилем.

## Карьера
В Джакарте на Азиатских играх 2018 года она сумела победить во всех трёх индивидуальных заплывах (400, 800 и 1500 метров), а также в составе эстафеты 4 по 200 метров вольным стилем стала чемпионкой.   
На чемпионате мира в китайском Ханчжоу, в декабре 2018 года, в 25-метровом бассейне, спортсменка сумела одержать победу на дистанции 800 метров вольным стилем, а также победила в составе эстафеты. Кроме того, была второй на дистанции 400 метров.
На чемпионате мира 2019 года в корейском Кванджу завоевала бронзовую медаль на дистанции 1500 метров вольным стилем, уступив победительнице Симоне Квадарелле из Италии 10,11 секунды.